# H.A.C. Cemetery
Le H.A.C. Cemetery  (Honourable Artillery Company), Cimetière militaire d'Écoust-Saint-Mein  est un cimetière militaire de la Première Guerre mondiale, situé sur le territoire de la commune de Écoust-Saint-Mein, dans le département du Pas-de-Calais, au sud d'Arras.
Trois autres cimetières britanniques sont implantés sur le territoire de cette commune : Écoust Military Cemetery, Écoust-Saint-Mein British Cemetery  et L'Homme Mort British Cemetery.

## Localisation
Ce cimetière est situé au sud du village sur la route départementale D 956, à 500 m des dernières habitations.

## Histoire

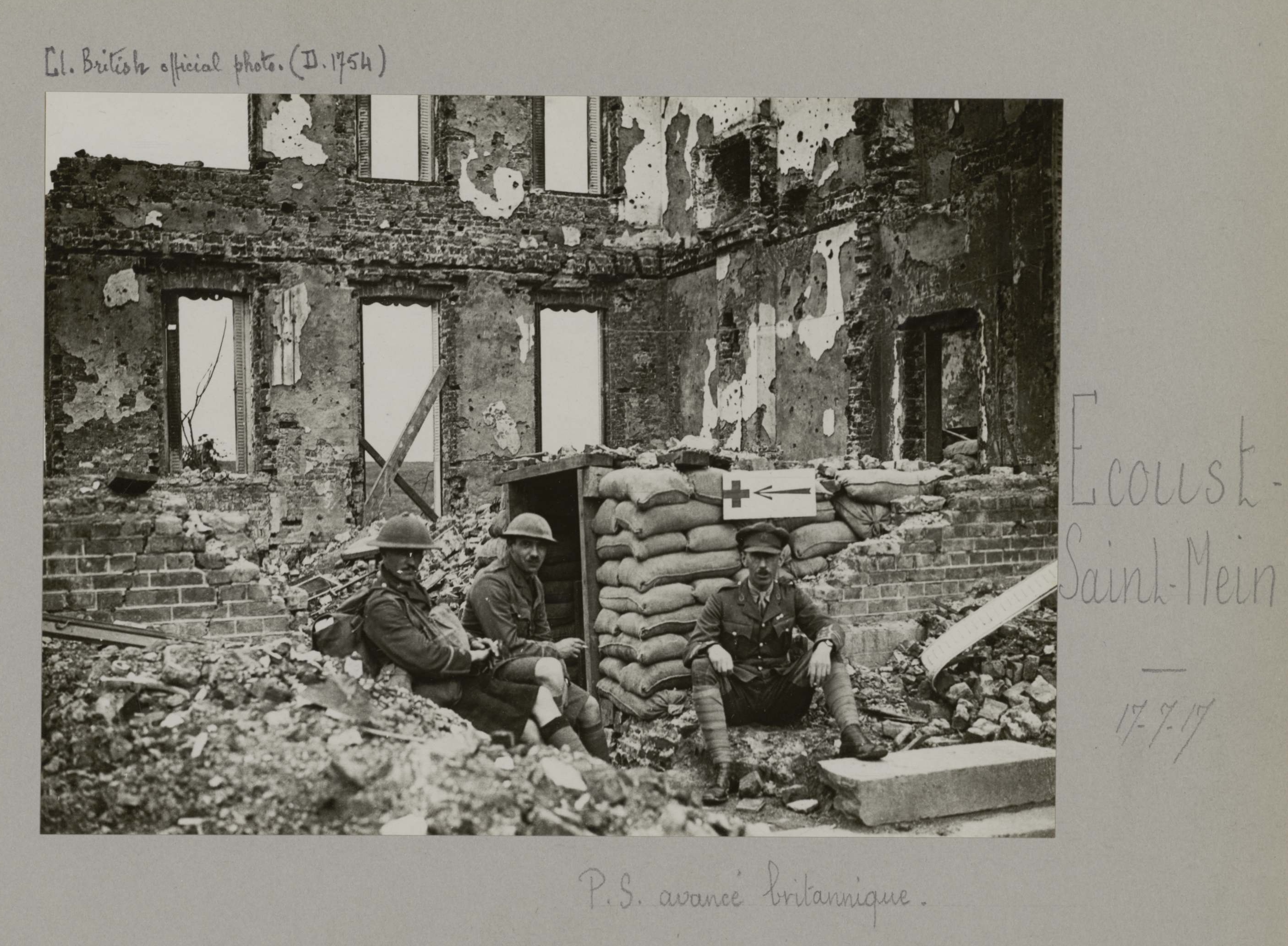
Les soldats britanniques dans les ruines
d'Ecoust-Saint-Mein en juillet 1917.

Aux mains des Allemands dès fin août 1914, le village restera loin des combats jusqu'en mars 1917, date à laquelle les Allemands  évacueront tous les habitants et détruiront complètement les habitations pour transformer la zone en un no man's land à la suite de leur retrait sur la ligne Hindenburg.
Les ruines du village d'Ecoust sont prises pris le 2 avril 1917 par les 4e et 7e divisions australiennes. Ce cimetière a été commencé par la 7e division après la bataille, lorsque 27 soldats du 2e H.A.C. (Honourable Artillery Company), tombés  le 31 mars ou le 1er avril lors des premiers combats pour la prise du secteur, y ont été enterrés. Après la contre-attaque allemande près de Lagnicourt, le 15 avril, douze artilleurs australiens tombés lors de ces combats y sont enterrés. Une partie de ce cimetière a été créée en août et septembre 1918, lorsque le terrain a été repris par la 3e division après cinq mois d'occupation ennemie. Après l'armistice, des tombes ont été ajoutées à partir des champs de bataille de Bullecourt et d'Ecoust et d'un certain nombre de cimetières plus petits.
Il y a maintenant près de 2 000 victimes de la guerre 1914-18 commémorées sur ce site. Parmi ceux-ci, plus de la moitié sont non identifiés et des monuments commémoratifs spéciaux sont érigés pour 17 soldats du Royaume-Uni et 14 d'Australie, connus ou supposés être enterrés parmi eux. D'autres monuments commémoratifs spéciaux enregistrent les noms de 34 soldats du Royaume-Uni, enterrés dans d'autres cimetières, dont les tombes ont été détruites par des tirs d'obus.

## Caractéristiques
De plan trapézoïdal, ce cimetière couvre une superficie de 5 800 m2 et est entouré d'un muret de briques rouges. 

## Galerie

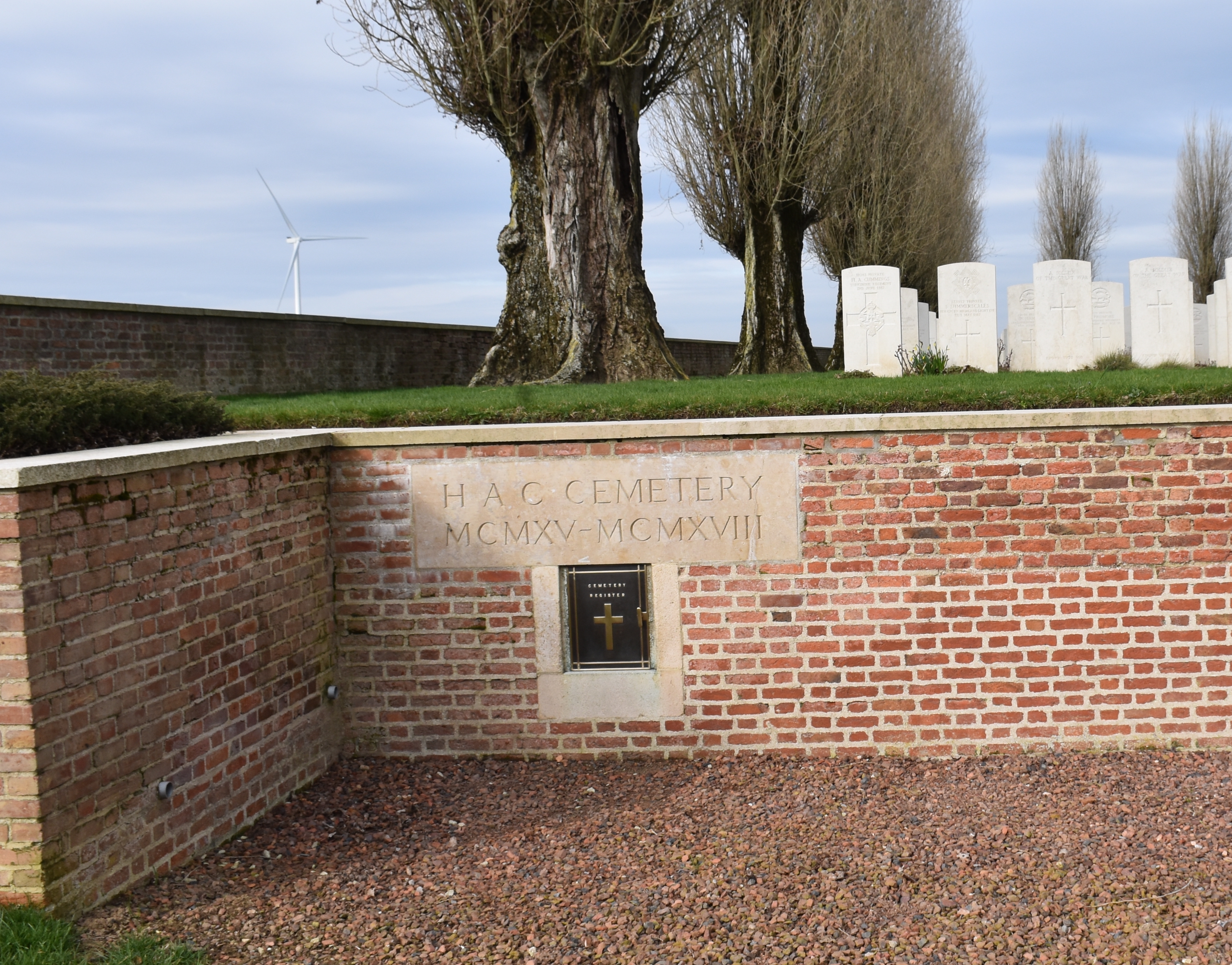
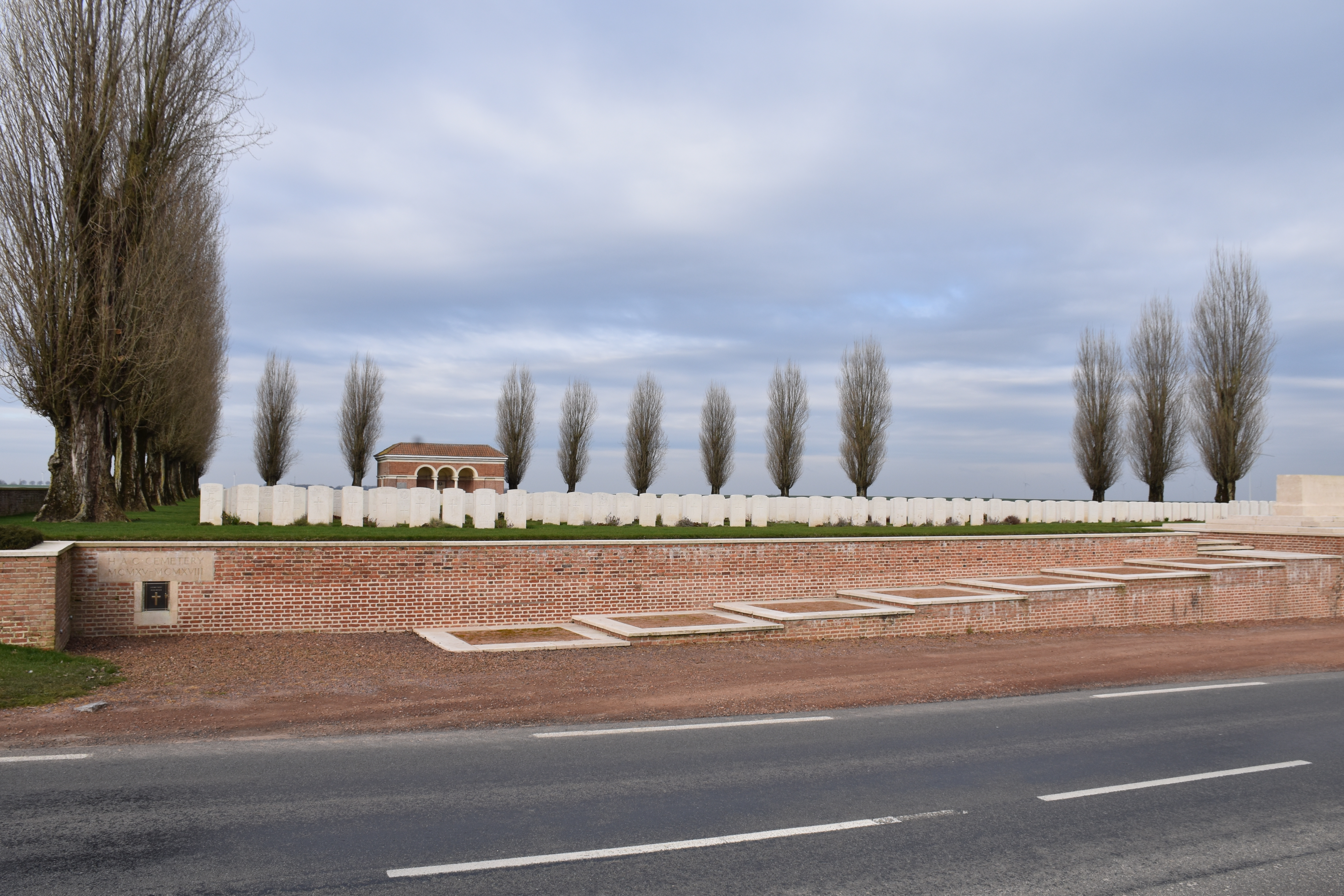
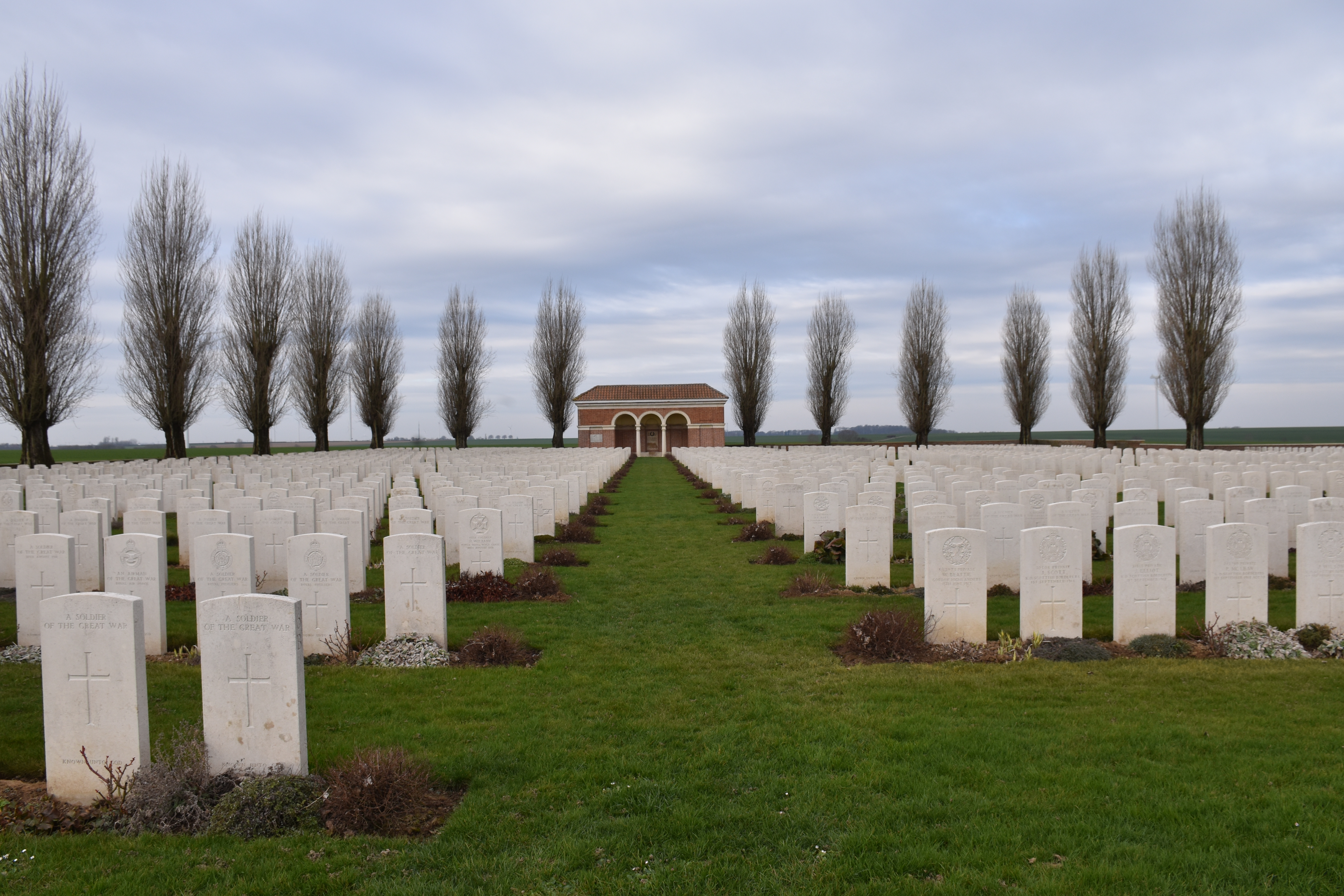
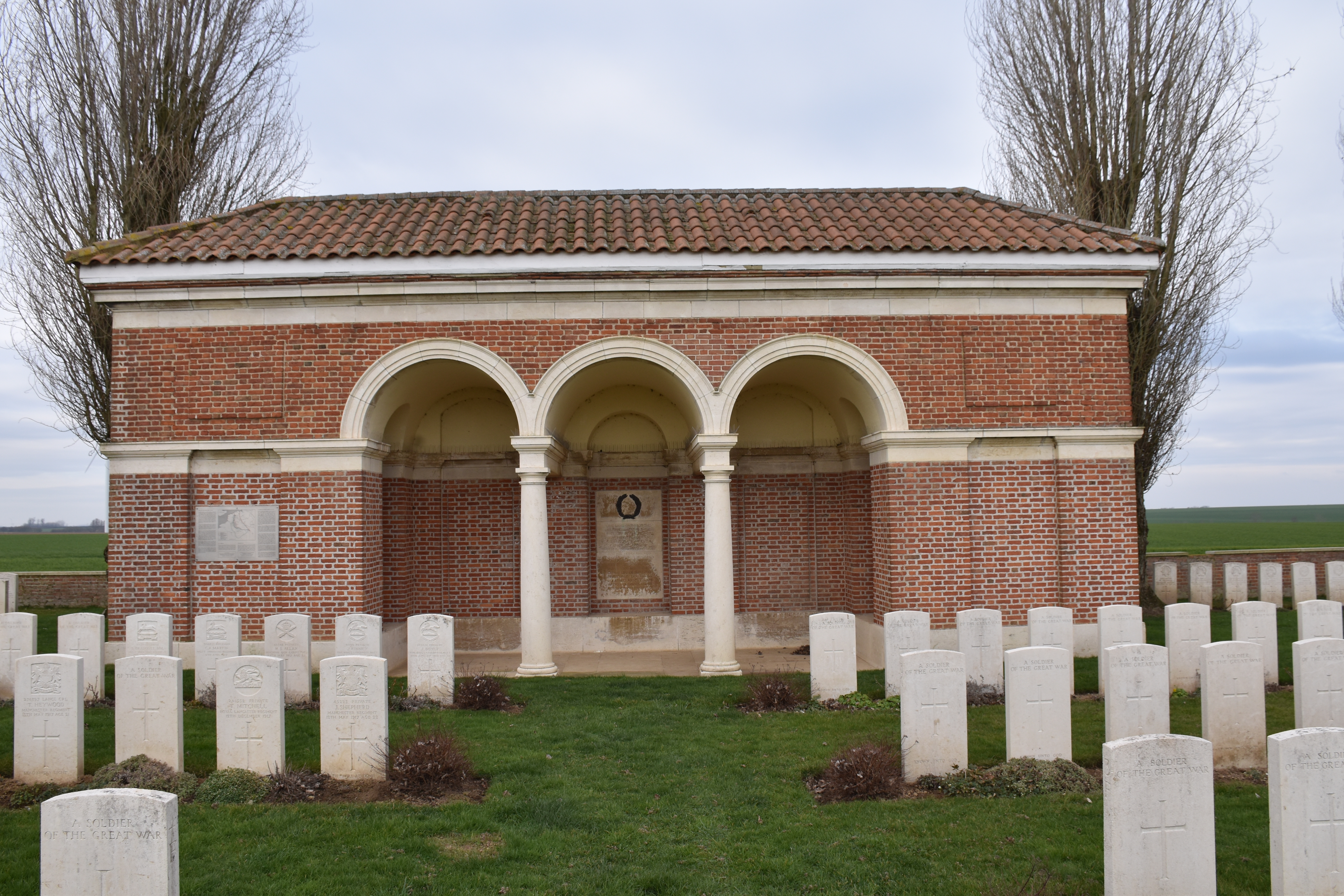
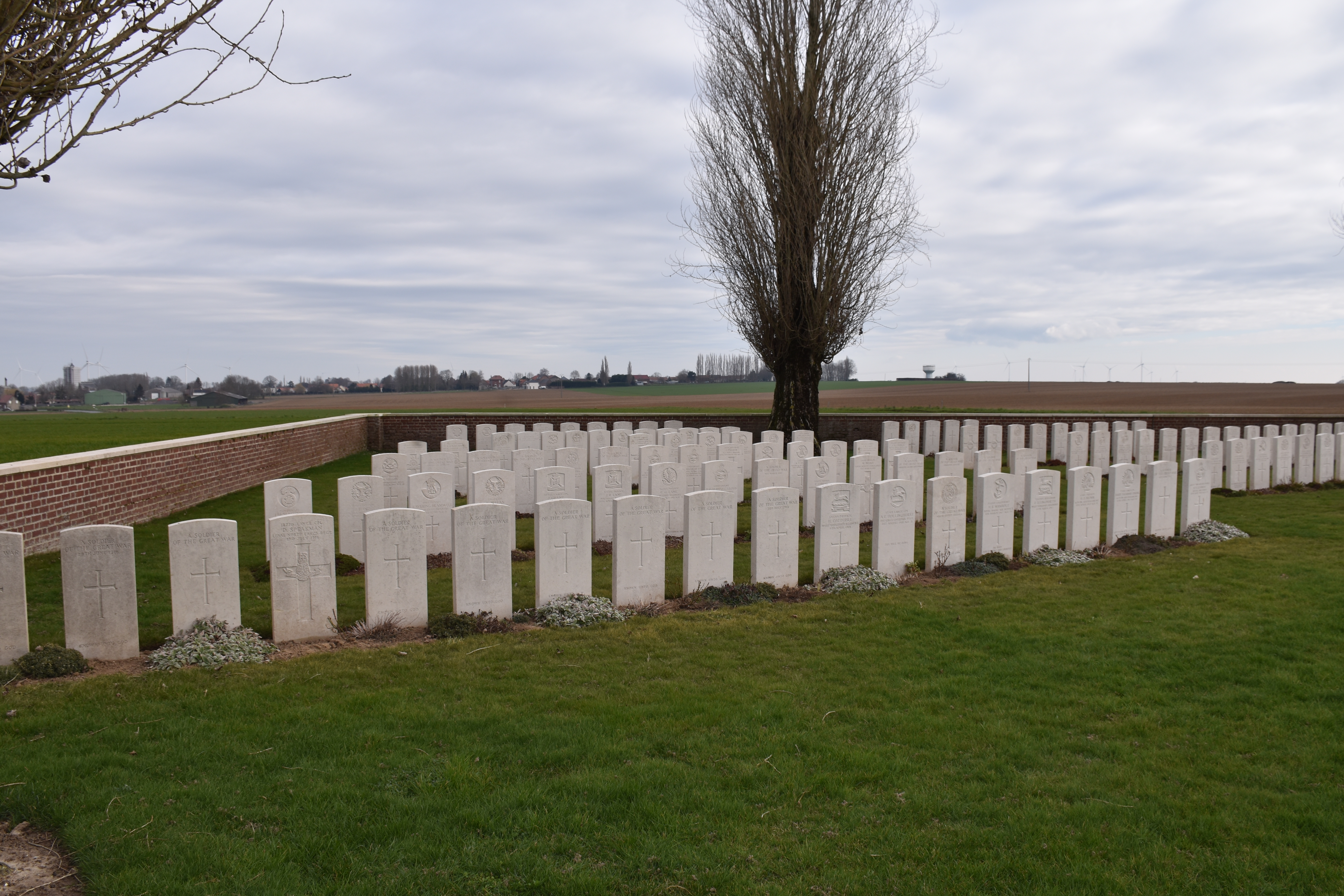
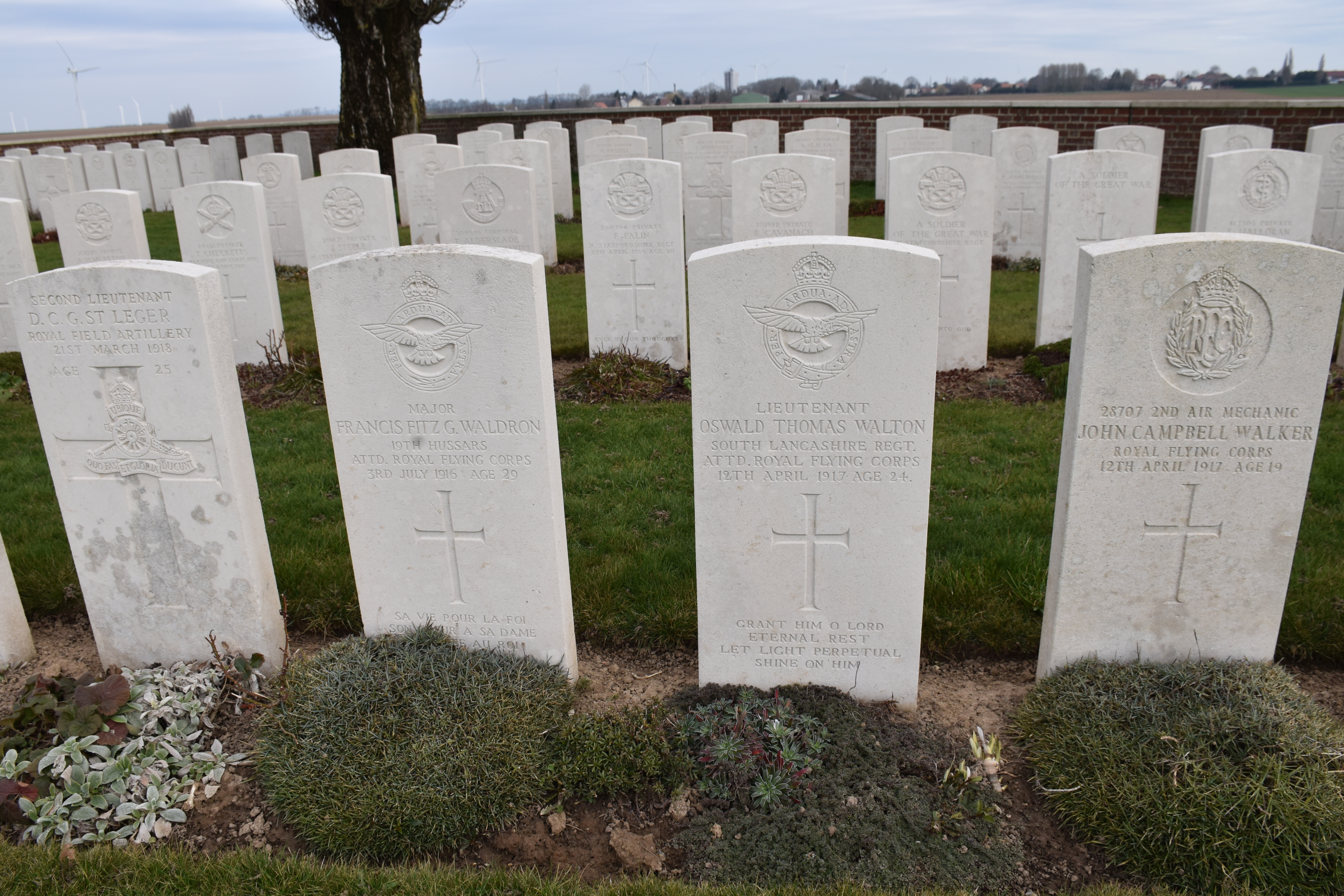

## Sépultures
| Pays             | Sépultures |
| ---------------- | ---------- |
| Royaume-Uni      | 1 704      |
| Australie        | 176        |
| Canada           | 26         |
| Nouvelle-Zélande | 4          |
| Total            | 1 910      |

## Pour approfondir